# Dikraneura althaearoseae
Dikraneura althaearoseae är en insektsart som beskrevs av Caldwell och Martorell 1962. Dikraneura althaearoseae ingår i släktet Dikraneura och familjen dvärgstritar.
Artens utbredningsområde är Puerto Rico. Inga underarter finns listade i Catalogue of Life.